# Zähringen
Zähringen és el nom d'una família de la noblesa alemanya de l'edat mitjana, agafat del castell de Zähringen, avui a la ciutat de Friburg, (fundada el 1120).
El primer membre conegut podria haver estat un comte de nom Landold cap al 950, que va tenir un fill anomenat Bertold, pare d'un altre Landold comte al Breisgau. El seu suposat fill Bertold I el Barbut va titular-se comte d'Ortenau i Brisgau (1052), va reclamar el ducat de Suàbia, i el 1161 fou nomenat duc de Caríntia, títol que va perdre el 1077 al rebel·lar-se contra Enric III, emperador romanogermànic. El va succeir el seu fill Bertold II que va heretar el comtat de Rheinfelden el 1090, va construir el castell de Zähringen agafant el llinatge el nom de Zähringer i el domini comtat de Zähringen, i va prendre el títol de duc de Suàbia el 1092, duc de Caríntia i marcgravia de Verona (fins a 1098), i de duc de Zähringen el 1000, títol aquest que li fou concedit a canvi de renunciar a la seva reclamació sobre Suàbia, Caríntia i Verona. El 1111 el va succeir el seu fill Bertold III (titulat també duc de Zähringen) que va morir el 1122 i el va heretar el seu germà Conrad que cap al 1130 fou nomenat vicari imperial del regne d'Arle, vicariat que va esdevenir hereditari en els Zähringen. Conrad va morir el 1152 i com que el seu fill gran anomenat també Conrad ja havia mort, el va succeir el seu segon fill Bertold IV, fins al 1186, en què va morir i el va heretar el seu fill Bertold V, fundador de Berna. A la mort d'aquest darrer, la línia principal es va extingir. L'herència es va dividir entre dues germanes de Bertold V, una casada amb el comte de Kyburg, i una altra casada amb el comte d'Urach.
La línia de marcgravis de Baden la va fundar Germà (Herman), germà de Bertold I.
La línia de ducs de Teck la va fundar Adalbert, germà petit de Bertold IV.

## Comtes
- Landold I c. 950-?
- Bertold ?
- Landold II ?-1052
- Bertold I el Barbut 1052-1073 (titulat duc de Suàbia, titulat duc de Caríntia)
- Bertold II 1073-1111 (duc de Suàbia-Zähringen des 1092)

## Ducs
- Bertold III 1111-1122
- Conrad 1122-1152
- Bertold IV 1152-1186
- Bertold V 1186-1218

## Príncep-Bisbe
- Raúl de Zähringen, príncep-bisbe del principat de Lieja de 1167 a 1191